# Беляускас, Витаутас Юргевич
Витаутас Юргевич Беляускас — советский хозяйственный, государственный и политический деятель.

## Биография
С 1934 года — на подпольной партийной, общественной и хозяйственной работе. В 1934—1981 гг. — участник подпольного коммунистического движения, секретарь Вилкавишского подпольного комитета ЛКСМ Литвы, арестован, освобожден, секретарь Шакяйского уездного комитета КПЛ. В 1940 году депутат Народного Сейма. С 1940 года сотрудник ЛКП Шакюского уездного комитета. 
В 1943-1944 годах Секретарь подпольного комитета ЛКП Шакяйского уезда, командир отряда советских партизан «Юрос». Первый секретарь Вилкавишкисского (1944-1945), Шяуляйского (1946) и Кельмесского (1948-1951) уездных комитетов КП Литвы, заведующий отделом ЦК КП Литвы. 
В 1948 году окончил Республиканскую партийную школу, а в 1954 году – Высшую партийную школу при ЦК КПСС. 
В 1966-1981 годах заместитель министра бытового обслуживания Литовской ССР.
Депутат Народного Сейма Литвы 1940 года.
Избирался депутатом Верховного Совета Литовской ССР 1-го, 4-го и 5-го созывов.
Умер в Литве 25 апреля 2013 года.